# 3405-ös mellékút (Magyarország)
A 3405-ös számú mellékút egy valamivel több, mint 32,5 kilométeres hosszúságú, négy számjegyű mellékút Hajdú-Bihar vármegye délnyugati részén; Püspökladánytól húzódik a 33-as főút nagyhegyesi szakaszáig.

## Nyomvonala
Püspökladány Újtelep nevű városrészének délnyugati szélén, lámpás kereszteződésben ágazik ki a 4-es főútból, annak a 179+400-as kilométerszelvénye közelében, nagyjából észak felé; az ellenkező irányban ugyanott lehet letérni a város központja felé. Bartók Béla utca néven húzódik a városrész nyugati szélén, s majdnem pontosan egy kilométer megtételén van túl, amikor maga mögött hagyja a város utolsó házait 
5,9 kilométer megtételét követően lépi át Nádudvar határát, a 9. kilométere táján keletebbnek fordul, 10,3 kilométer után pedig kiágazik belőle észak felé a Mihályhalma településrészre vezető 34 111-es számú mellékút. Kevéssel a 11. kilométere után éri el a város legnyugatibb házait, melyek között a Fő út nevet veszi fel, a központban, a 12+850-es kilométerszelvénye táján pedig egy elágazáshoz ér: a Fő út nevet innentől a kelet felé kiágazó 3406-os út viszi tovább, a 3405-ös pedig északkeleti irányban folytatódik, Ady Endre utca néven.
A 15. kilométere táján lép ki Nádudvar lakott részei közül, de már 24,7 kilométer megtételén is túl jár, amikor a város északi határát is átszeli és Nagyhegyes területén húzódik tovább. A 30. és 31. kilométerei között elhalad Elep településrész és az ott létesült mezőgazdasági telephelyek mellett, és nem sokkal azt követően véget is ér, Nagyhegyes lakott területeitől nem messze északnyugati irányban, de továbbra is külterületen, beletorkollva a 33-as főútba, annak szinte pontosan a 86. kilométerénél.
Teljes hossza, az országos közutak térképes nyilvántartását szolgáló kira.kozut.hu adatbázisa szerint 32,554 kilométer.

## Története
1934-ben a kereskedelem- és közlekedésügyi miniszter 70 846/1934. számú rendelete a mai teljes hosszában harmadrendű főúttá nyilvánította, a Püspökladány és Balmazújváros közti 327-es főút részeként. A döntés annak ellenére született meg, hogy az útvonal Balmazújváros és Nádudvar közti szakasza (a rendelet alapján 1937-ben készült közlekedési térkép tanúsága szerint) akkor még nem épült ki, és úgy tűnik, hogy Balmazújváros és a 33-as főúti keresztezés között, a rendelet szerinti nyomvonalon soha nem is valósult meg.

## Települések az út mentén
- Püspökladány
- Nádudvar
- (Nagyhegyes)